# Monika Lehmann
Monika Lehmann (* 9. April 1972) ist eine ehemalige Schweizer Triathletin. Sie wird geführt in der Bestenliste Schweizer Triathletinnen auf der Ironman-Distanz.

## Werdegang
Ihre grössten internationalen Erfolge sind zwei Top-Ten Ränge an den Ironman 70.3 Weltmeisterschaften 2006 und 2007 (1,9 km Schwimmen, 90 km Radfahren und 21,1 km Laufen).

Dazu kommt ein zweiter Rang auf der Langdistanz beim Ironman Switzerland im Jahr 2009 (3,8 km Schwimmen, 180 km Radfahren und 42,2 km Laufen) und ein dritter Rang beim Ironman Switzerland im Jahr 2010.
Ende 2010 erklärte sie ihre Profi-Karriere für beendet. Monika Lehmann lebt in Oberwil-Lieli in der Schweiz.

## Sportliche Erfolge
| Datum/Jahr    | Rang | Wettbewerb                       | Austragungsort  | Zeit       | Bemerkung                                                                           |
| ------------- | ---- | -------------------------------- | --------------- | ---------- | ----------------------------------------------------------------------------------- |
| 16. Mai 2010  | 3    | Half Challenge Barcelona         | Barcelona       | 04:16:19   | bei der Erstaustragung hinter der Siegerin Tiina Boman                              |
| 7. Juni 2009  | 6    | Ironman 70.3 Switzerland         | Rapperswil-Jona | 04:40:58   |                                                                                     |
| 1. Juni 2008  | 4    | Ironman 70.3 Switzerland         | Rapperswil-Jona | 04:29:01   |                                                                                     |
| 10. Nov. 2007 | 9    | Ironman 70.3 World Championships | Clearwater      | 04:18:31   |                                                                                     |
| 2007          | 7    | UK Ironman 70.3                  | Wimbleball Lake | 05:07:58   |                                                                                     |
| 24. Juni 2007 | 4    | Ironman 70.3 Switzerland         | Rapperswil-Jona | 04:23:43   |                                                                                     |
| 11. Nov. 2006 | 7    | Ironman 70.3 World Championships | Clearwater      | 04:21:58   |                                                                                     |
| 3. Sep. 2006  | 1    | Triathlon di Locarno             | Locarno         | 04:22:33   | Siegerin auf der Mitteldistanz (2,5 km Schwimmen, 78 km Radfahren und 20 km Laufen) |
| 2006          | 3    | Züri Triathlon                   | Zürich          | 02:11:02,6 |                                                                                     |
| 2006          | 2    | UK Ironman 70.3                  | Wimbleball Lake | 05:07:55   |                                                                                     |

| Datum/Jahr    | Rang | Wettbewerb          | Austragungsort | Zeit     | Bemerkung                                                                                                   |
| ------------- | ---- | ------------------- | -------------- | -------- | --- |
| 25. Juli 2010 | 3    | Ironman Switzerland | Zürich         | 09:28:25 | |
| 10. Okt. 2009 | 29   | Ironman Hawaii      | Big Island     | 10:05:21 | bei der WM als beste Schweizerin                                                                            |
| 12. Juli 2009 | 2    | Ironman Switzerland | Zürich         | 09:25:05 | zweiter Rang hinter Sibylle Matter und vor Lisbeth Kristensen; persönliche Bestzeit auf der Ironman-Distanz |
| 13. Juli 2008 | 5    | Ironman Switzerland | Zürich         | 09:45:11 | [ 3 ] |